# Dorothy Gordon
Dorothy K. Gordon est une activiste ghanéenne des technologies et spécialiste en développement. Elle a été la fondatrice et la directrice générale du Ghana-India Kofi Annan Centre of Excellence in ICT. Elle a quitté cet organisme en 2016. Elle est également ancienne Membre du Conseil d'administration de Creative Commons et est actuellement membre de son conseil consultatif,,.

## Biographie

### Jeunesse
Dorothy Gordon est née en Nsawam, Ghana, elle a passé son enfance entre le Royaume-Uni et le Nigeria et est retourné au Ghana durant ses études dans le secondaire. Elle parle couramment anglais et français.

### Éducation
Elle a reçu son enseignement secondaire Achimota School et est allé à l'Université du Ghana et de l'Institut d'Études du Développement de l'Université de Sussex.

### Vie professionnelle
Elle a travaillé dans la technologie et le développement depuis plus de 25 ans. Elle a travaillé en tant que Principal Représentant Résident Adjoint du PNUD. Dorothy Gordon a dirigé la politique et des programmes de formation sur les technologies open source d'AITI-KACE au Ghana et d'autres pays Africains en tant que membre du conseil de la Free Software et Open Source de la Fondation pour l'Afrique (FOSSFA). En 2013, elle a été nommée parmi la vingtaine de « Femmes les plus puissantes dans la Technologie en Afrique ».

#### En début de carrière
Le début de sa carrière, a été axé sur le développement rural et de l'environnement. Elle a complété Service National avec l'Institute of Statistical, Social and Economic Research à l'Université du Ghana de travail sur les études de migration. Elle s'installe au Sénégal, où elle a travaillé avec l'Enda Tiers-Monde, d'abord dans le groupe de recherche et d'action dans le Sine-Saloum et le Fleuve, puis comme éditeur de la version anglaise de la revue internationale ENDA-Action.

##### Le PNUD
Après ses études supérieures, elle a rejoint le PNUD dans le nouvellement formé ONG division du PNUD-HQ comme coordinatrice du réseau Africa 2000. Elle a conçu et mis en œuvre plusieurs millions de dollars, le projet met l'accent sur l'environnement durable et la promotion des transferts de connaissances entre les communautés rurales à travers le continent Africain. Ses autres affectations inclus travailler en tant qu'assistante du Représentant permanent en Zambie et de la gestion de l'engagement des bénévoles dans le Sahel et par la suite l'Asie du Sud avec des Volontaires des Nations Unies à Genève et à Bonn. En tant que première adjointe au représentant permanent en Inde, elle a eu à surveiller l'un des plus grands programmes de pays du PNUD. Le premier programme commun d'évaluation a été effectuée au cours de son mandat.

##### Travail en communication et Consultante
Au cours d'un congé spécial de l'ONU pour travailler au Ghana, elle a été consultante sur le projet Leland Initiative d'USAID qui portait sur l'accès du public par les télécentres. Elle a aussi travaillé sur d'autres projets pour le CAFRAD, la CEA, le PNUD et d'autres. En tant qu'associée de PricewaterhouseCoopers, elle a travaillé sur des missions publiques et de la société civile impliquant une stratégie et une restructuration organisationnelle. Elle a également donné des conférences sur la gestion des ONG à l'Institut ghanéen de la Gestion et de l'Administration Publique. Elle a siégé pendant 2 mandats au Conseil d'administration de la Ghana Broadcasting Corporation et faisait partie de l'équipe qui a élaboré la Politique nationale sur les médias incorporant les principes de la liberté et de l'indépendance des médias.

##### Ghana-India Kofi Annan Centre of Excellence in ICT (AITI-KACE)
Nommée en 2003 en tant que premier Directeur Général du Ghana-India Kofi Annan Centre of Excellence in ICT, elle a mis en place de solides systèmes internes et externes de partenariats pour établir et positionner stratégiquement l'AITI en tant que Centre d'Excellence en matière de TIC avec une réputation mondiale. La viabilité financière a été réalisée grâce à une croissance soutenue et à l'expansion des activités dans les domaines de la formation, des services consultatifs, de l'engagement communautaire et des services consultatifs pour les gouvernements, les organismes régionaux et multilatéraux, y compris la CEDEAO, l'UNESCO et la Banque mondiale, ainsi que pour les grandes entreprises technologiques mondiales.
Elle a veillé à ce qu'AITI-KACE appuie également des programmes, y compris des camps de formation sur les codes et des programmes d'initiation à l'information, afin de toucher les collectivités mal desservies. Il s'agit notamment des femmes, des personnes âgées et des jeunes ruraux. La semaine annuelle de l'innovation a été créée pour encourager la création d'entreprises technologiques, l'utilisation stratégique des régimes de licences, y compris la licence CC et la licence GPL, et l'amélioration des liens entre les secteurs public, privé et civil et la communauté technologique.
En tant que Directrice générale, elle a été membre de plusieurs groupes de réflexion, commissions et groupes consultatifs, dont le rapport sur le développement dans le monde 2016; dividendes numériques de la Banque mondiale; Global Commission for Internet Governance (GCIG) pour « One Internet ».

## Engagements
À l'heure actuelle, elle continue de participer activement, au niveau du Conseil d'administration ou du Jury, à un certain nombre d'initiatives mondiales visant à définir un meilleur avenir axé sur la technologie. Elle est membre du Conseil d'administration et experte pour les World Summit Awards,. Elle travaille sur le genre et la technologie avec Chatham House et en tant que Présidente du groupe de travail sur l'éducation à l'Information de UNESCO/FIPA. Elle est également membre du Conseil consultatif de Creative Commons Global et de kasahorow, une ONG qui offre aux locuteurs de langues africaines du monde entier la liberté de s'exprimer dans leur propre langue à l'ère numérique.
Elle est membre du comité de rédaction du Journal of Cyber Policy et de l'International Journal of Gender Science and Technology. Elle est membre à long terme du Conseil de la Free Software and Open Source Foundation for Africa. Elle est également présidente de Literacy Bridge Ghana, qui s'emploie à sauver des vies et à améliorer les moyens de subsistance des familles pauvres grâce à des programmes complets qui permettent d'accéder à des connaissances pertinentes.